# Epilaeliopsis yumanensis
Epilaeliopsis yumanensis är en orkidéart som beskrevs av Carl Leslie Withner. Epilaeliopsis yumanensis ingår i släktet Epilaeliopsis och familjen orkidéer. Inga underarter finns listade i Catalogue of Life.